# Hans von Seißer

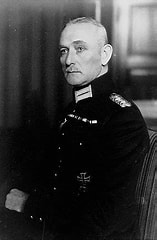
Hans von Seißer

Hans Seißer (eigentlich Johann), seit 1914 Ritter von Seißer (* 9. Dezember 1874 in Würzburg; † 14. April 1973 in München) war als Oberst und Chef der Bayerischen Landespolizei einer der Beteiligten an der Niederschlagung des Hitler-Ludendorff-Putsches im Jahr 1923.

## Leben

### Herkunft
Seißer war Sohn des königlich bayerischen Handelsrichters und Bankiers Ludwig-Barbarossa Seißer und seiner Frau Fanny Wagenhäuser. Die Familie führte seit 1773 ein Textilhandelshaus (M. Ph. Seisser) und eine Bank „Bankhaus Louis Seisser“ im Falkenhaus in Würzburg. Seißers Schwester Anna heiratete 1890 den Generalmajor Julius Ritter von Braun (1864–1933). Seißers Onkel Andreas Ritter von Seisser war Präsident der bayerischen Staatsbank; ein Neffe seines Vaters, Kommerzienrat Michael-Philipp Seißer, war Vizechef des Landesfrauenvereins vom Roten Kreuz für Nordbayern und führte die Familienfirma Seisser.

### Militärkarriere
Nach dem Abschluss des Kadettenkorps 1893 trat Seißer als Fähnrich in das 2. Artillerie-Regiment der Bayerischen Armee ein. Von 1901 bis 1904 absolvierte Seißer die Kriegsakademie, die ihm die Qualifikation für die Höhere Adjutantur, das Lehrfach (Kriegsgeschichte) und den Generalstab aussprach. Bei Ausbruch des Ersten Weltkriegs war er als Major Erster Generalstabsoffizier der 4. Infanterie-Division. Am 26. September 1914 wurde Seißer für seine Leistungen im Gefecht bei Bapaume mit dem Ritterkreuz des Militär-Max-Joseph-Ordens beliehen. Damit verbunden war die Erhebung in den persönlichen, nicht erblichen Adelsstand mit dem Prädikat „Ritter von“. Im weiteren Kriegsverlauf war Seißer von Anfang Januar bis Mitte April 1917 im Stab des Generalkommandos z. b. V. 63, dann bei der 1. Armee und zuletzt seit 18. April 1918 als Chef des Generalstabes des II. Armee-Korps tätig. Seißer war seit Oktober 1919 Chef der Polizeiwehr (seit November 1920: Bayerische Landespolizei) im Bayerischen Innenministerium und baute den Verband auf.

### Hitlerputsch
Gemeinsam mit Gustav Ritter von Kahr und Otto von Lossow bildete Seißer das „Triumvirat“ bayerischer Honoratioren, die sich beim Putschversuch Adolf Hitlers am 8. November 1923 zur Teilnahme an einer Putschregierung unter dem designierten Ministerpräsidenten Ernst Pöhner überreden ließen. Hitler hatte an diesem Tag mit bewaffneten Kampfbündlern eine Versammlung im Bürgerbräukeller am Gasteig gestürmt und seine designierten Mitstreiter Kahr, Lossow und Seißer in ein Nebenzimmer gedrängt; Hitler soll dabei ausgerufen haben: „Wenn die Sache schief geht: vier Schüsse habe ich in meiner Pistole, drei für meine Mitarbeiter, wenn sie mich verlassen, die letzte Kugel für mich.“ Später kam auch Erich Ludendorff dazu.
Seißer war in der von Hitler angestrebten neuen bayerischen Regierung designierter Polizeiminister. Allerdings widerrief das „Triumvirat“ noch in derselben Nacht die Zusage zur Regierungsbeteiligung. Bei ihrem Eintreffen in der Stadtkommandantur teilten Lossow und Seißer den Generälen der Reichswehr und der Landespolizei mit, dass die im Bürgerbräukeller gegebene Erklärung unter Waffengewalt erzwungen wurde, und widerriefen diese. Sie sagten sich von Hitler und Ludendorff los und führten die Gegenmaßnahmen, um den Putsch zu vereiteln. Seißer ließ die Innenstadt von der Polizei gegen die anrückenden SA-Truppen abriegeln. Am nächsten Tag brach der Hitlerputsch vor der Feldherrnhalle zusammen.
Seißer trat am 31. Januar 1930 als Polizeioberst in den Ruhestand. Nach der Machtergreifung der Nationalsozialisten wurde er einige Zeit im KZ Dachau inhaftiert. Von Mai bis August 1945 wurde er von der amerikanischen Besatzungsmacht kurzzeitig nochmals als Polizeipräsident der Stadt München reaktiviert.

### Familie
Seißer war seit 1903 verheiratet mit Walburga (Wally) Leube, Tochter des Pathologen und Internisten Wilhelm von Leube. Die beiden hatten einen Sohn und eine Tochter. Sein Sohn Hans-Ulrich Seisser war verheiratet mit Barbara Brinckman (* 1921), Tochter des Hamburger Kaufmanns und Konsuls Franz Brinckman. Die Ehe wurde später geschieden. Seissers Tochter heiratete ebenfalls in eine Hamburger Kaufmannsfamilie. Seine Nachfahren leben in München.

## Wappen
Nachdem Seißer am 26. September 1914 mit dem Militär-Max-Joseph-Orden beliehen und infolgedessen in den persönlichen bayerischen Adelsstand erhoben worden war, wurde nach Ausschreibung des Ministeriums vom bayerischen Heroldenamt der Vorschlag gemacht, das vorhandene Familienwappen (eingetragen durch Seissers Onkel, den Staatsbankpräsidenten Andreas von Seisser) zu übernehmen. Der Reichsherold behielt Seißer jedoch vor, ggf. ein eigenes Wappen zu stiften, riet ihm aber zur Eintragung „des Seisserschen Wappens“ in der schon vorhandenen Form. Seißer entschied sich für das „Seissersche Wappen, welches sein Onkel trug“, wollte aber zur Erinnerung an das Gefecht bei der Stadt Bapaume die Schwurhand aus dem Ortswappen dieser Stadt in das Familienwappen integriert haben. Dies wurde vom Heroldenamt genehmigt. Die Unterlagen zu dieser neuen Wappenstiftung befinden sich im bayerischen Hauptstaatsarchiv in München.
Blasonierung (aus dem Wappenbuch des MMJ-Ordens und dem Handbuch des bay. Adels):
„Wappenschild geteilt: Oben in blau ein goldener Sparren (aus Familienwappen Seisser). Unten in rot eine silberne offene Hand (aus dem Wappen der Stadt Bapaume). Auf dem gekrönten Helm ein geschlossener blauer Flug, mit einem goldenen Sparren belegt. Helmdecken, rechts blau golden, links rot-silbern.“